# Valle del Río dos Sinos
El Valle del Río dos Sinos (en portugués: Vale do Rio dos Sinos) recibió este nombre debido al propio río dos Sinos que, en su curso, forma un extenso y fértil valle que cubre innumerables municipios. A pesar de ser descrito abreviadamente como "Vale do Sinos", la forma correcta en portugués es "Vale do Rio dos Sinos". El territorio pertenece actualmente a la Región Metropolitana de Porto Alegre.
La población del valle está formada principalmente por descendientes de inmigrantes alemanes. La historia de romance titulada "Um Rio Imita o Reno", de Vianna Moog, está ambientado en esta región y trata de la integración cultural de descendientes de alemanes con brasileños.

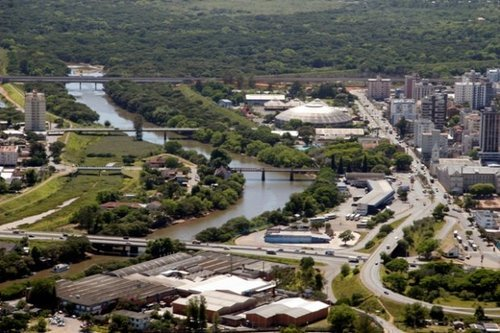
Valle del Río dos Sinos.